# Dany Roussin
Dany Roussin (* 9. Januar 1985 in Québec, Québec) ist ein ehemaliger kanadischer Eishockeyspieler, der zuletzt bei den Marquis de Jonquière aus der Ligue Nord-Américaine de Hockey unter Vertrag stand.

## Karriere
Der 1,88 m große Center spielte zunächst in der kanadischen Juniorenliga Ligue de hockey junior majeur du Québec, wo er zwischen 2001 und 2005 für die Castors de Sherbrooke sowie Océanic de Rimouski auf dem Eis stand. Beim NHL Entry Draft 2003 sicherten sich die Florida Panthers in der siebten Runde die Rechte an dem Kanadier, ohne diesen in der Folgezeit mit einem Vertrag auszustatten. Somit erhielt Roussin erneut die Möglichkeit gedraftet zu werden, was schließlich durch die Los Angeles Kings im Jahr NHL Entry Draft 2005 passierte. Die Kalifornier setzten den Linksschützen die meiste Zeit bei ihrem Farmteam Reading Royals in der ECHL ein, außerdem erhielt der Kanadier einige Einsätze beim weiteren Kooperationspartner Manchester Monarchs in der höherklassigen AHL.
Über das ECHL-Team Bakersfield Condors wechselte Dany Roussin in der Saison 2008/09 in die französische Ligue Magnus, wo er für die Diables Rouges de Briançon spielte. Im Sommer 2009 statteten ihn die Heilbronner Falken aus der 2. Bundesliga mit einem zunächst auf zwei Monate befristeten Probevertrag aus. Für diese absolvierte der Kanadier jedoch nie ein Ligaspiel und kehrte im Anschluss nach Nordamerika zurück. Roussin erhielt einen Kontrakt bei Cool FM 103,5 de Saint-Georges in der Ligue Nord-Américaine de Hockey. Für diese war er bis 2014 aktiv, anschließend ließ Roussin seine Karriere beim Ligakonkurrenten Marquis de Jonquière ausklingen.

## Erfolge und Auszeichnungen
- 2003 Goldmedaille bei der U18-Junioren-Weltmeisterschaft
- 2005 Coupe-du-Président-Gewinn mit den Océanic de Rimouski
- 2005 QMJHL Second All-Star Team

## Karrierestatistik
(Legende zur Spielerstatistik: Sp oder GP = absolvierte Spiele; T oder G = erzielte Tore; V oder A = erzielte Assists; Pkt oder Pts = erzielte Scorerpunkte; SM oder PIM = erhaltene Strafminuten; +/− = Plus/Minus-Bilanz; PP = erzielte Überzahltore; SH = erzielte Unterzahltore; GW = erzielte Siegtore; 1 Play-downs/Relegation; Kursiv: Statistik nicht vollständig)